# Airborne Museum Hartenstein
Das Airborne Museum Hartenstein ist ein Museum in Oosterbeek (Niederlande) über die Geschichte der Schlacht um Arnheim vom September 1944. Dieser Ort, der das Hauptquartier der britischen Truppen während der Kampfhandlungen bildete, zeigt eine umfassende Sammlung authentischer Waffen, Ausrüstungsstücken, Kleidung, Photos, Interviews und Videos. Das Museum enthält neben dieser Sammlung auch die preisgekrönte Airborne Experience, bei der der Besucher selbst in die Fußspuren der Soldaten treten kann. Dabei beschränkt man sich nicht nur darauf, die Geschichte aus der Sicht der Alliierten zu vermitteln, sondern beleuchtet auch die Seite der deutschen Soldaten und der Zivilbevölkerung.

## Vorgeschichte
Das Gebäude, in dem sich das Museum seit 1978 befindet, hat eine lange Vorgeschichte. Schon seit 1728 wird von dem Het Rode Hert gesprochen, einer Herberge, die an dem Utrechtseweg in Oosterbeek liegt. Im Jahre 1779 wurde diese Herberge und das angrenzende Land von J. van der Sluys, ein Rechtsanwalt vom Hof von Gelderland gekauft. Die Herberge wurde abgerissen und an gleicher Stelle ein Herrenhaus mit Nebengebäuden errichtet. Mit diesem Umbau bekam das Herrenhaus auch einen neuen Namen: Hartenstein. Nach dem Tod des Herrn van der Sluys kam Hartenstein in die Hände verschiedener anderer Besitzer. Ungefähr seit 1865 ist die Villa in ihrer Einteilung und Ansicht so, wie sie sich uns heute darstellt. Dazu wurde noch eine Remise gebaut, welche heute das Restaurant „Hartenstein@Laurie“ beherbergt. 1905 wurden zwei Glasveranden angebaut. Letztlich beschloss die Gemeinde Renkum im Jahre 1942, als sie in den Besitz des Anwesens kam, das Gebäude in ein Hotel umzubauen. Während des Zweiten Weltkrieges spielte es eine wichtige Rolle für britische Fallschirmjäger.

## Operation Market Garden und die Schlacht um Arnheim

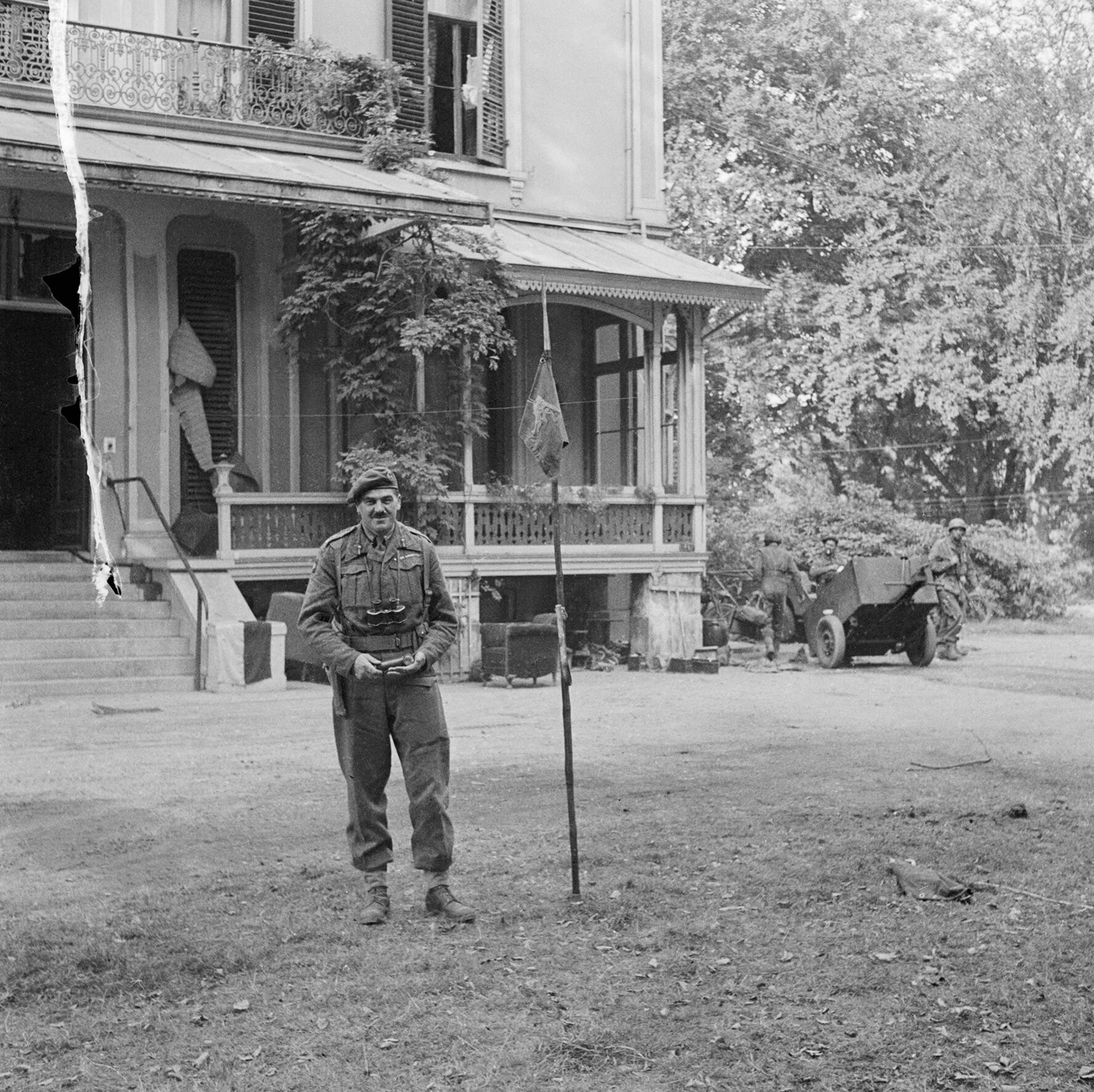
General Roy Urquhart vor dem Hauptquartier im Hotel Hartenstein

Nach der Invasion der Normandie im Juni 1944 gelang den alliierten Truppen ein schneller Vormarsch Richtung Deutschland. Der Vormarsch verlief so schnell, dass die Truppen zur Bevorratung nicht nachkommen konnten und sich eine Front in Belgien und Frankreich bildete. Um die Siegfriedlinie zu umgehen, entwickelte Feldmarschall Montgomery einen Plan, der vorsah, dass die alliierten Truppen verschiedene Brücken in den Niederlanden zwischen Eindhoven und Arnheim zu erobern haben. Hiermit hoffte man einen Weg zu schaffen, um ins Ruhrgebiet und somit Deutschland einzudringen. Die Operation dauerte vom 17. bis zum Morgen des 26. September. Die Operation scheiterte durch verschiedene Fehleinschätzungen sowie auftretende Mängel in der Ausrüstung insbesondere im Fernmeldewesen.
Auf dem Gebiet um Arnheim landeten mehr als 10.000 alliierte Luftlandetruppen. Das wichtigste Ziel war es, die Verkehrsbrücke über den Rhein in Arnheim zu erobern und sie gegen deutsche Truppen zu verteidigen, bis die Bodentruppen die Luftlandetruppen befreien können. Oberst John Frost erreichte die Brücke mit dem zweiten Bataillon und wurde mehrere Tage in schwere Kämpfe verwickelt. Den größten Teil der Airborne Truppen gelang es jedoch nicht die Brücke zu erreichen, wodurch General Roy Urquhart gezwungen war, sein Hauptquartier im Hotel Hartenstein aufzuschlagen. Auf und um diesem Gebiet herum wurde schwer gekämpft, wobei auf beiden Seiten viele Tote und Verwundete zu beklagen waren. Am Donnerstag, den 21. September mussten die Truppen bei der Verkehrsbrücke den Kampf aufgeben. Erst am 26. September, als die restlichen alliierten Truppen sich über den Rhein zurückzogen, wurde das Hotel Hartenstein verlassen. Die alliierten Truppen hatten die Schlacht um Arnheim verloren und das Gebäude blieb schwer beschädigt zurück.

## Das Museum

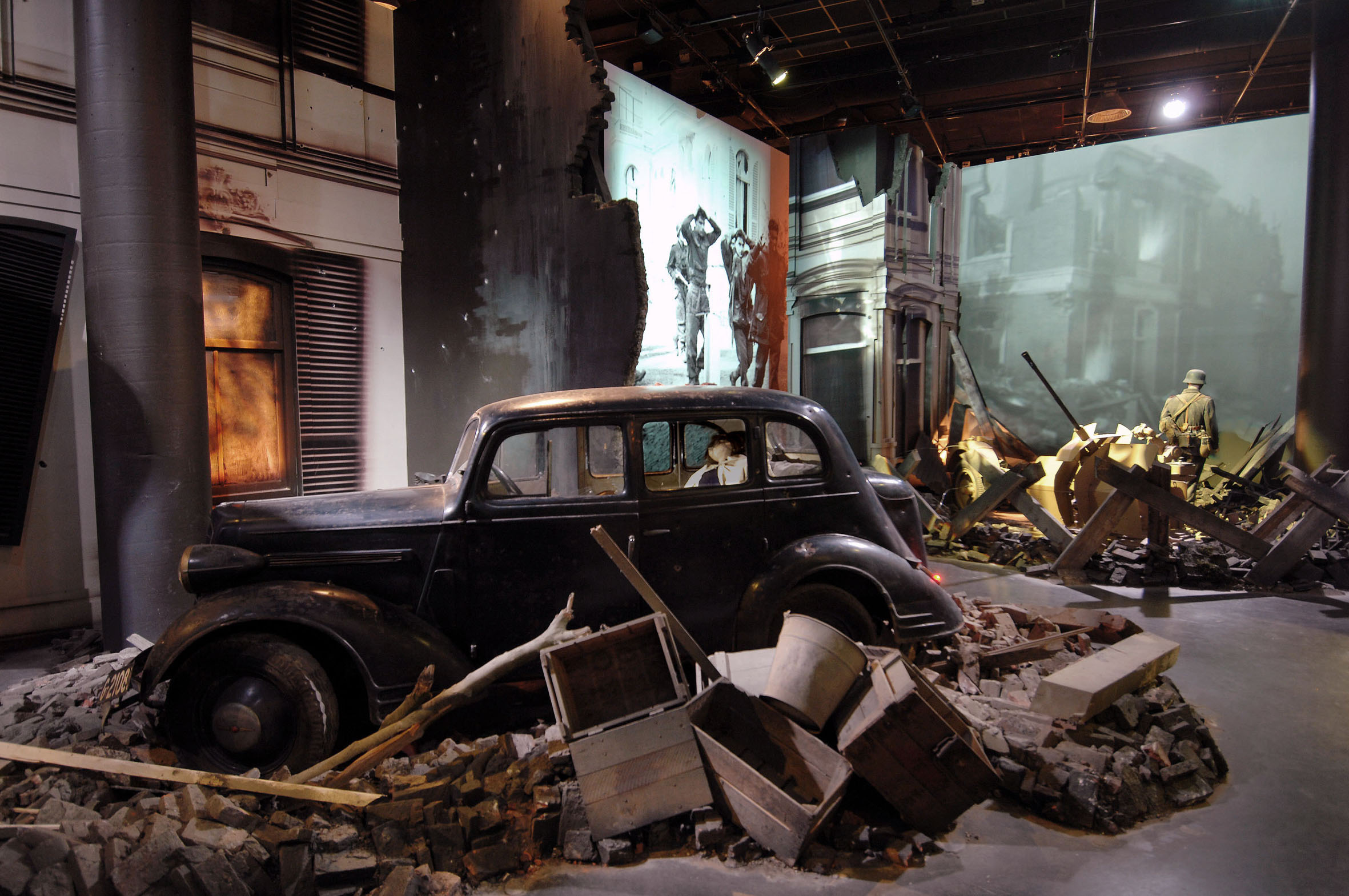
Airborne Experience

Die Schlacht um Arnheim ist nicht nur für die Soldaten, sondern auch für die Zivilbevölkerung von großem Einfluss gewesen. Schon kurz nach dem Ende des Zweiten Weltkrieges wuchs der Gedanke ein Museum von der Schlacht um Arnheim einzurichten. Anfänglich wurde dieser auch realisiert und zwar im Schloss Doorwerth. Hartenstein funktionierte nach dem Krieg wiederum als Hotel. Da aber schon nach kurzer Zeit die Sammlung im Schloss Doorwerth stetig wuchs, suchte man nach größeren Räumlichkeiten. Hotel Hartenstein wurde aufgekauft und am 11. Mai 1978 öffnete das Airborne Museum Hartenstein seine Türen.
2008 musste das Museum wegen Modernisierung vorübergehend geschlossen werden. Zusätzlich wurde es mit einem unterirdischen Keller von 900 m² und einer völlig neuen Empfangshalle erweitert. Die Eröffnung fand zur 65. Gedenkfeier der Schlacht um Arnheim im Jahre 2009 statt. Im Keller ist eine Airborne Experience zu sehen. Dieser Raum hat verschiedene Preise und Nominierungen erhalten. Das Museum will deutlich machen, dass Freiheit nicht selbstverständlich ist, vielmehr will man sie gemeinsam erlangen und erfahren. Gleichzeitig zeigt das Museum aber auch, dass eine Versöhnung sehr sicher möglich ist.
Das Museum ist (jährlich) an vielen Veranstaltungen beteiligt, welche die Schlacht um Arnheim betreffen. Es ist auch eine Begegnungsstätte für Veteranen, Bürger und junge Menschen. Außerdem liegt das Museum in der Nähe des Airborne Friedhofes, auf welchem jedes Jahr eine Gedenkfeier mit Blumen- und Kranzniederlegungen stattfindet.

## Information
- Monumentenstatus: Rijksmonument
- Monumentnummer: 32436
- Errichtet: 1949
- Adresse: Utrechtseweg 232, 6862 AZ Oosterbeek